# Estádio religioso
Estádio religioso é uma expressão criada pelo filósofo Sören Kierkegaard que representa um dos três estádios da existência por que pode passar o indivíduo ao longo da vida.
Diferente do estádio estético (caracterizado pela busca do prazer), do estádio ético (caracterizado pela obediência a lei moral), o estádio religioso é caracterizado pela fé e pela relação do indivíduo para com Deus. É o encontro entre a subjetividade e o absoluto.
O estádio ético não se confunde com o religioso, pois no ético o indivíduo (que procura cumprir a lei moral) se justifica perante a sociedade como um todo (o seu meio, o Estado, a humanidade) e no religioso ele se justifica somente perante Deus. Ele age não mais por obediência a normas de costumes, mas por amor a Deus. Ético e religioso não se confundem pela  natureza que a sua transgressão acarretam: um erro ético acarreta uma falta perante a sociedade, mas um erro religioso acarreta uma ruptura com Deus (pecado).
O estádio religioso não pode ser alcançado por nenhuma certeza ou justificação racional, mas sim pelo salto da fé, em que o indivíduo escolhe posicionar sua subjetividade perante o Absoluto, em um encontro solitário com Deus. 
Kierkegaard usa o exemplo de Abraão como representativo da fé, pois Abraão com todas suas dúvidas e dores obedece à ordem de Deus e leva seu filho único, Issac, para ser degolado em sacrifício, sem saber que seu filho seria salvo no último instante.
Para o indivíduo ético, que só conhece a lei moral, o ato de Abraão não passa de um assassinato, mas para o religioso tal ato é o cumprimento da vontade de Deus. Por isso, segundo o filósofo, a vida do homem religioso deve ser como a vida de Abraão, uma vida que procura cumprir as ordens de Deus ainda que não as entenda. 
A essa postura religiosa da existência que não segue a lei moral (que não segue o geral) em prol da subjetividade,  Kierkegaard dá o nome de exceção. Ser exceção é destoar do geral, é trilhar um caminho diferente do homem médio.
O indivíduo que realiza o geral escolhe para si o projeto de vida elaborado pela sociedade (cujo momento mais simbólico é o casamento), enquanto que o indivíduo que realiza a exceção faz a sua própria escolha na existência. Assim, o indivíduo da exceção traz em si a  autenticidade que o do geral não possui, pois um é fruto de sua escolha, enquanto que o outro é o resultado da sociedade. Um segue o roteiro de vida apresentado pelo meio, o outro segue as aspirações da subjetividade rumo ao Absoluto.
O próprio Kierkegaard foi uma expressão de sua filosofia, uma vez que rompeu o noivado com sua amada, Regina Olsen, para seguir o caminho solitário do estádio religioso da existência e assim se tornar exceção.